# Пейетт (Айдахо)
Пейетт (англ. Payette) — город и административный центр округа Пейетт , американского штата Айдахо. Население по переписи 2010 года составляло 7433 человека. 

## Население
| 2010 | 2020  |
| ---- | ----- |
| 7433 | ↗8127 |